# ایولین انکرز
ایولین انکرز (انگلیسی: Evelyn Ankers; ۱۷ اوت ۱۹۱۸ – ۲۹ اوت ۱۹۸۵) یک هنرپیشه اهل بریتانیا بود. وی بین سال‌های ۱۹۳۶ تا ۱۹۶۰ میلادی فعالیت می‌کرد.
شهرت او بواسطهٔ بازی در فیلم‌های ترسناک آمریکایی در دههٔ ۴۰ میلادی است؛ بویژه فیلم «مرد گرگ‌نما» که نقش اصلی مقابل «لان چینی» را ایفا نمود.
از فیلم‌ها یا برنامه‌های تلویزیونی که وی در آن نقش داشته است می‌توان به «مرد گرگ‌نما»، «مروارید مرگ»، «شرلوک هولمز و بانگ وحشت»، «سن بلوغ» و «چشمه سحرآمیز تارزان» اشاره کرد.